# A Natal Köztársaság zászlaja
A Natal Köztársaság zászlaját az ország alapításával egy időben tervezték meg és vezették be, mint az új búr állam hivatalos jelképe. A Natal Köztársaságot a búr telepesek hozták létre 1839-ben, a zulukkal vívott véres harc „(Nagy vándorlás)” búr győzelemmel zárulása után. A zászló mintája egy fehér egyenlő szárú háromszöget formált, amit egy felső kvadráns (piros) és egy alsó kvadráns (kék) határolt.
A zászló a holland anyaország zászlajának a színeit használja. 
A zászló a rövid életű búr állam 1843-as annexióját követően kikerült a hivatalos használatból.